# Mõisaküla (Lääne-Nigula)
Pour les articles homonymes, voir Mõisaküla.
Mõisaküla est un village de la commune de Lääne-Nigula du comté de Lääne en Estonie.
Au 31 décembre 2011, il compte 654 habitants.